# Экономика Узбекской ССР
Экономика Узбекской ССР (узб. Ўзбекистон ССР иқтисодиёти / Oʻzbekiston SSR iqtisodiyoti) — составная часть экономики СССР, расположенная на территории Узбекской ССР. Входила в Среднеазиатский экономический район. 

## Промышленность
Узбекистан — район с растущей тяжёлой индустрией и развитой лёгкой промышленностью. Ведущие отрасли:
- электроэнергетика
- машиностроение
- химическая промышленность

Основа энергетического хозяйства — крупные ТЭС: Сырдарьинская ГРЭС, Ангренская ГРЭС, Новоангренская ГРЭС, Ташкентская ГРЭС, Навоийская ГРЭС и другие; Чирчик-Бозсуйский каскад ГЭС на реке Чирчик (Чарвакская ГЭС, Ходжикентская ГЭС, Газалкентская ГЭС и другие), Фархадская ГЭС на реке Сырдарья, Тюямуюнский ирригационно-энергетический комплекс на реке Амударья и другие. Общесоюзное значение имела газовая промышленность; основные районы добычи — Бухарская (месторождения Газли и другие) и Кашкадарьинская (Мубарак, Шуртан) области. Добыча нефти (Ферганская долина, Бухарская и Сурхандарьинская области), бурого (Ангрен) и каменного (Шаргуньское месторождение в Сурхандарьинской области) угля. Добыча свинцово-цинковых, вольфрамово-молибденовых и медных руд (Карамазарская группа месторождений и другие), золота (Навоийская, Джизакская области и другие).
Были развиты цветная (Алмалык, Чирчик и другие) и чёрная металлургия (Бекабад). В химической промышленности особенно выделялось производство минеральных удобрений (азотных и фосфорных) для хлопководства (Чирчик, Коканд, Самарканд, Фергана, Алмалык, Навои); производство химических волокон (Фергана); пластических масс (Фергана, Джизак и другие), резинотехнических изделий, товаров бытовой химии и другое. Нефтехимическая, химико-фармацевтическая, микробиологическая промышленность. Основные отрасли машиностроения: сельскохозяйственное (машины и механизмы для комплексной механизации возделывания хлопчатника, хлопкоуборочные комбайны и другое), производство тракторов, оборудования для хлопкоочистительной и текстильной промышленности, строительных и дорожных машин, электротехническая промышленность; развивались авиационная, радиоэлектронная и приборостроительная промышленность, химическое и нефтяное машиностроение. Основные центры: Ташкент, Самарканд, Наманган, Фергана, Андижан. Предприятия стройматериалов вырабатывали цемент, асбоцементные трубы, шифер, керамику, стеновые материалы и другое (Бекабад, Ахангаран, Ангрен, Навои, Ташкент и другие).
Важное место в промышленности занимали традиционные отрасли: лёгкая промышленность — первичная обработка хлопка, шёлковых коконов, шерсти, лубяных культур, кожевенного сырья, каракулевых шкурок и другого; производство хлопчатобумажных (Ташкент, Андижан, Бухара, Фергана и другие) и шёлковых (Маргилан, Наманган и другие) тканей, обуви, швейных изделий, ковров. Пищевкусовая промышленность (маслобойно-жировая — главным образом производство масла из семян хлопчатника, плодоовощеконсервная, маслосыродельная, молочная, мясная и другие).

## Сельское хозяйство
В 1987 году в республике насчитывалось 1021 совхоз и 855 колхозов. Сельскохозяйственные угодья составляли 26,4 млн га, из них (1986 год):
- пашня — 4,4 млн га,
- сенокосы — 0,1 млн га,
- пастбища — 21,5 млн га.

Основа сельского хозяйства — поливное земледелие. В республике — около 1/5 всех орошаемых земель СССР (4,02 млн га в 1986 году). Земледелие даёт около 70 % валовой продукции сельского хозяйства республики. Узбекистан — основная в СССР хлопковая база (сбор хлопка-сырца 4,989 млн т в 1986 году). Посевы хлопчатника сосредоточены в Ферганской, Чирчик-Ахангаранской, Зеравшанской, Сурхандарьинской долинах; созданы новые крупные районы хлопководства в Голодной и Каршинской степи, низовьях Амударьи. Узбекистан давал 100 % кенафа в стране, возделывали масличные культуры, табак. Около 18 % посевов занято зерновыми культурами (рис, кукуруза, джугара — на поливных землях, пшеница, ячмень и другие — на богарных землях; валовой сбор зерна — 1248 тыс. т в 1986 году). Общесоюзное значение имело плодоводство, виноградарство, овощеводство. Главная отрасль животноводства — овцеводство. Основной район каракулеводства — пустыня Кызылкум. Поголовье (на 1987 год, в млн голов): крупный рогатый скот — 4,1, овец и коз — 8,8. Одна из старейших отраслей сельского хозяйства — шелководство (Узбекистан производил около 60 % коконов в СССР).

## Транспорт
Основные виды транспорта — железнодорожный и автомобильный. Эксплуатационная длина (на 1986 год):
- железных дорог — 3,48 тыс. км,
- автодорог — 38,5 тыс. км (в том числе с твёрдым покрытием — 36,4 тыс. км).

Судоходство по Амударье. Крупные газопроводы: Средняя Азия — Центр, Бухара — Урал, Бухара — Ташкент — Фрунзе — Алма-Ата.